# Dose létale
La dose létale (DL) est une indication de la létalité d'une substance ou d'un type donné de radiation ou la radiorésistance. Puisque la résistance est variable d'un individu à l'autre, la dose létale représente la dose à laquelle un pourcentage donné d'une population donnée meurt. Cette dose est habituellement exprimée en unités de masse de substance par masse corporelle, c’est-à-dire en g/kg.
La dose létale est souvent utilisée pour décrire la puissance des venins chez les animaux comme pour les serpents.
Les mesures de dose létale sur des animaux ont beaucoup été utilisées dans la recherche sur les drogues, même si désormais l'évolution des conceptions éthiques de l'animal entraîne une diminution importante de l'utilisation de ces techniques.
La dose létale dépend non seulement de l'espèce de l'animal, mais aussi du mode d'administration : oral, inhalation, contact, etc. Ainsi, une substance donnée nécessite une dose plus petite en cas d'injection ou d'inhalation qu'en cas d'ingestion.
L'indicateur de létalité le plus utilisé est la dose létale 50 ou (DL50).

## Doses létales de quelques produits
Doses létales de produits pouvant entraîner la mort d'un homme de 70 kg :
- alcool à 90° : 500 g ;
- sel de table : 225 g ;
- ibuprofène : 30 g ;
- paracétamol : 25-30 g.